# غونار بيرغ
غونار بيرغ (بالنرويجية البوكمول: Gunnar Berg)‏ هو سياسي نرويجي، ولد في 13 سبتمبر 1923، وتوفي في 23 ديسمبر 2007. حزبياً، نشط في الحزب الليبرالي. وقد انتخب نائب عضو برلمان النرويج ‏.